# بلغام
بلغام (انگلیسی: Balak) پادشاه موأب بود که در کتاب سفر اعداد در انجیل عبری (کتاب مقدس عبری) توصیف شده‌است، جایی که رفتار او با بلعم باعورا بازگو شده‌است.